# Білоцерківська міська територіальна громада
Білоцерківська міська територіальна громада — територіальна громада в Україні, в Білоцерківському районі Київської області. Адміністративний центр — місто Біла Церква.
Утворена 12 червня 2020 року шляхом об'єднання Білоцерківської міської ради обласного значення, Терезинської селищної ради та Вільнотарасівської, Глушківської, Дроздівської, Пилипчанської, Піщанської, Сидорівської, Томилівської, Храпачівської, Шкарівської сільських рад Білоцерківського району.

## Населені пункти
У складі громади 1 місто (Біла Церква), 1 селище (Терезине) і 15 сіл:
- Вільна Тарасівка
- Володимирівка
- Гайок
- Глибочка
- Глушки
- Городище
- Дрозди
- Мазепинці
- Пилипча
- Піщана
- Сидори
- Скребиші
- Томилівка
- Храпачі
- Шкарівка

## Старостинські округи
- Вільнотарасівський (села Вільна Тарасівка, Володимирівка, Гайок)
- Дроздівський (села Дрозди, Мазепинці, Сидори)
- Пилипчанський (села Глибочка, Городище, Пилипча)
- Піщанський (село Піщана)
- Терезинський (селище Терезине)
- Томилівський (село Томилівка)
- Храпачівський (села Глушки, Скребиші, Храпачі)

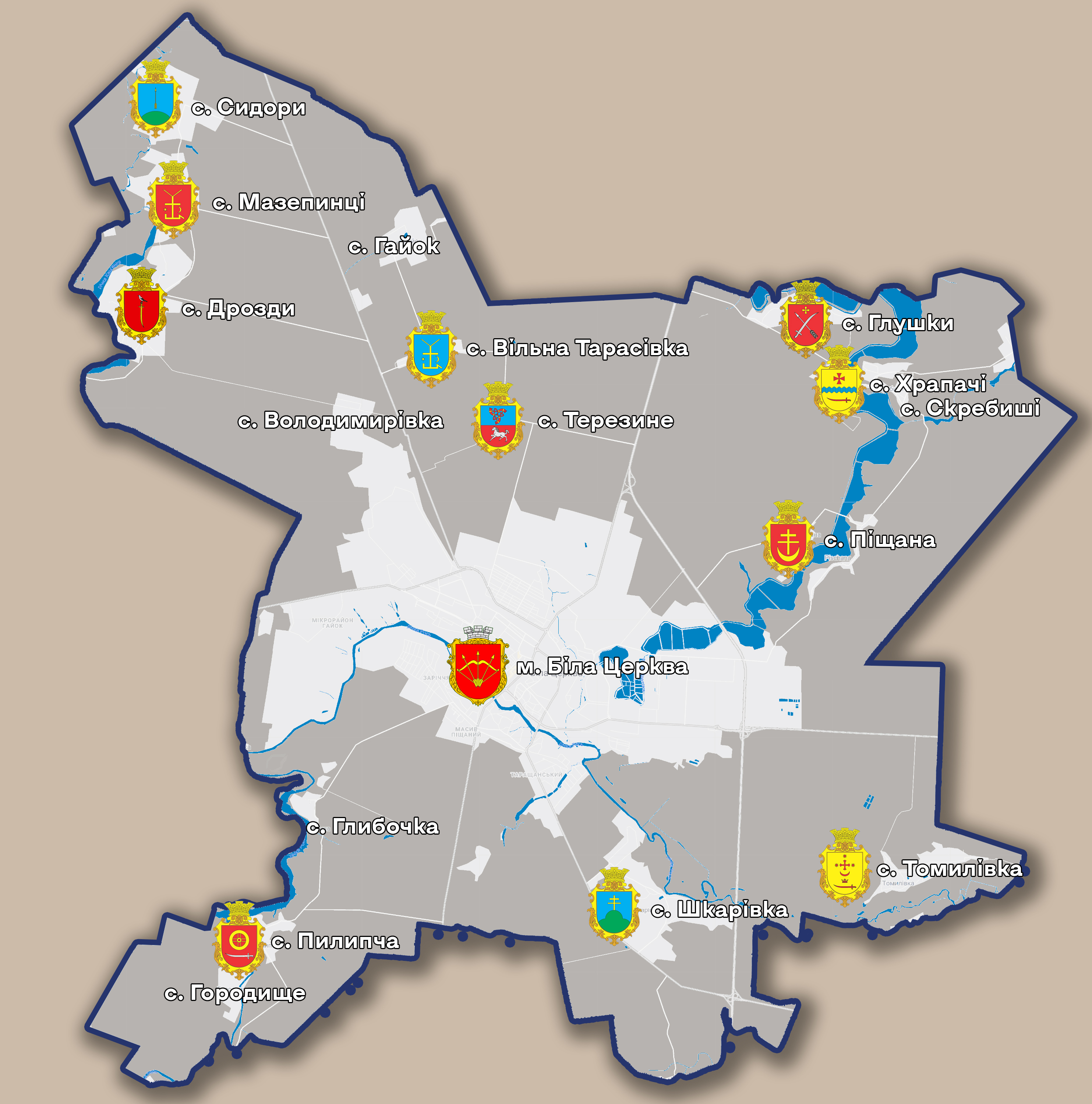
Білоцерківська міська територіальна громада

- Шкарівський (село Шкарівка)